# أيمي غراهام
أيمي غراهام (بالإنجليزية: Aimee Graham)‏ (و. 1971  م) هي ممثلة، وممثلة تلفزيونية، وممثلة أفلام، وكاتبة سيناريو، ومنتجة أفلام أمريكية، ولدت في ميلواكي، ويسكنسن.

## وصلات خارجية
- أيمي غراهام على موقع IMDb (الإنجليزية)
- أيمي غراهام على موقع ألو سيني (الفرنسية)
- أيمي غراهام على موقع أول موفي (الإنجليزية)
- أيمي غراهام على موقع قاعدة بيانات الأفلام السويدية (السويدية)
- أيمي غراهام على موقع إن إن دي بي (الإنجليزية)
- أيمي غراهام على موقع ديسكوغز (الإنجليزية)
- أيمي غراهام على موقع قاعدة بيانات الفيلم (الإنجليزية)
- أيمي غراهام على موقع كينوبويسك (الروسية)